# NCIS의 에피소드 목록
다음 목록은 NCIS (드라마)의 방영 목록이다.

## 개괄
| 시즌 | 시즌     | 방영횟수 | 본방송          | 본방송          | DVD 발매일       | DVD 발매일       | DVD 발매일       |
| 시즌 | 시즌     | 방영횟수 | 첫방영          | 종방영          | 코드 1           | 코드 2           | 코드 4           |
| ---- | -------- | -------- | --------------- | --------------- | ---------------- | ---------------- | ---------------- |
|      | 스핀오프 | 2        | 2003년 4월 22일 | 2003년 4월 29일 | 2009년 3월 17일  | 2010년 6월 21일  | 2010년 8월 5일   |
|      | 시즌1    | 23       | 2003년 9월 23일 | 2004년 5월 25일 | 2006년 6월 6일   | 2006년 7월 24일  | 2006년 8월 10일  |
|      | 시즌2    | 23       | 2004년 9월 28일 | 2005년 5월 24일 | 2006년 11월 14일 | 2006년 10월 16일 | 2006년 10월 12일 |
|      | 시즌3    | 24       | 2005년 9월 20일 | 2006년 5월 16일 | 2007년 4월 24일  | 2007년 6월 18일  | 2007년 3월 15일  |
|      | 시즌4    | 24       | 2006년 9월 19일 | 2007년 5월 22일 | 2007년 10월 23일 | 2008년 5월 19일  | 2008년 7월 10일  |
|      | 시즌5    | 19       | 2007년 9월 25일 | 2008년 5월 20일 | 2008년 8월 26일  | 2009년 6월 22일  | 2009년 5월 7일   |
|      | 시즌6    | 25       | 2008년 9월 23일 | 2009년 5월 19일 | 2009년 8월 25일  | 2010년 7월 19일  | 2010년 6월 3일   |
|      | 시즌7    | 24       | 2009년 9월 22일 | 2010년 5월 25일 | 2010년 8월 24일  | 2011년 6월 13일  | 2011년 7월 7일   |
|      | 시즌8    | 24       | 2010년 9월 21일 | 2011년 5월 17일 | 2011년 8월 23일  | 2012년 7월 30일  | 2011년 9월 1일   |
|      | 시즌9    | 24       | 2011년 9월 20일 | 2012년 5월 15일 | 2012년 8월 21일  | 2013년 6월 24일  | 2012년 8월 1일   |
|      | 시즌10   | 24       | 2012년 9월 25일 | 2013년 5월 14일 | 2013년 8월 20일  | ·                | 2013년 8월 21일  |
|      | 시즌11   | 24       | 2013년 9월 24일 | 2014년 5월 13일 | 2014년 8월 19일  | ·                | 2014년 8월 16일  |
|      | 시즌12   | 24       | 2014년 9월 23일 | ·               | ·                | ·                | ·                |

Notes
1. 1 2 3  JAG 시즌 8 DVD에 수록.

## 스핀오프 에피소드
- S08E20 - Ice Queen (2003년 4월 22일 방영)
- S08E21 - Meltdown (2003년 4월 29일 방영)

## 시즌 1
- 영어위키 - NCIS (season 1)
- E01 - Yankee White (2003년 9월 23일 방영)
- E02 - Hung out to Dry (2003년 9월 30일 방영)
- E03 - Seadog (2003년 10월 7일 방영)
- E04 - The Immortals (2003년 10월 14일 방영)
- E05 - The Curse (2003년 10월 28일 방영)
- E06 - High Seas (2003년 11월 4일 방영)
- E07 - Sub Rosa (2003년 11월 18일 방영)
- E08 - Minimum Security (2003년 11월 25일 방영)
- E09 - Marine Down (2003년 12월 16일 방영)
- E10 - Left for Dead (2004년 1월 6일 방영)
- E11 - Eye Spy (2004년 1월 13일 방영)
- E12 - My Other Left Foot (2004년 2월 3일 방영)
- E13 - One Shot, One Kill (2004년 2월 10일 방영)
- E14 - The Good Samaritan (2004년 2월 17일 방영)
- E15 - Enigma (2004년 2월 24일 방영)
- E16 - Bete Noire (2004년 3월 2일 방영)
- E17 - The Truth is Out There (2004년 3월 16일 방영)
- E18 - UnSEALeD (2004년 4월 6일 방영)
- E19 - Dead Man Talking (2004년 4월 27일 방영)
- E20 - Missing (2004년 5월 4일 방영)
- E21 - Split Decision (2004년 5월 11일 방영)
- E22 - A Weak Link (2004년 5월 18일 방영)
- E23 - Reveille (2004년 5월 25일 방영)

## 시즌 2
- 영어위키 - NCIS (season 2)
- E01 - See No Evil (2004년 9월 28일 방영)
- E02 - The Good Wives Club (2004년 10월 5일 방영)
- E03 - Vanished (2004년 10월 12일 방영)
- E04 - Lt. Jane Doe (2004년 10월 19일 방영)
- E05 - The Bone Yard (2004년 10월 26일 방영)
- E06 - Terminal Leave (2004년 11월 16일 방영)
- E07 - Call of Silence (2004년 11월 23일 방영)
- E08 - Heart Break (2004년 11월 30일 방영)
- E09 - Forced Entry (2004년 12월 7일 방영)
- E10 - Chained (2004년 12월 14일 방영)
- E11 - Black Water (2005년 1월 11일 방영)
- E12 - Doppelganger (2005년 1월 18일 방영)
- E13 - The Meat Puzzle (2005년 2월 8일 방영)
- E14 - Witness (2005년 2월 15일 방영)
- E15 - Caught on Tape (2005년 2월 22일 방영)
- E16 - Pop Life (2005년 3월 1일 방영)
- E17 - An Eye for an Eye (2005년 3월 22일 방영)
- E18 - Bikini Wax (2005년 3월 29일 방영)
- E19 - Conspiracy (2005년 4월 12일 방영)
- E20 - Red Cell (2005년 4월 26일 방영)
- E21 - Hometown Hero (2005년 5월 3일 방영)
- E22 - SWAK (2005년 5월 10일 방영)
- E23 - Twilight (2005년 5월 24일 방영)

## 시즌 3
- 영어위키 - NCIS (season 3)
- E01 - Kill Ari (Part 1) (2005년 9월 20일 방영)
- E02 - Kill Ari (Part 2) (2005년 9월 27일 방영)
- E03 - Mind Games (2005년 10월 4일 방영)
- E04 - Silver War (2005년 10월 11일 방영)
- E05 - Switch (2005년 10월 18일 방영)
- E06 - The Voyeur's Web (2005년 10월 25일 방영)
- E07 - Honor Code (2005년 11월 1일 방영)
- E08 - Under Covers (2005년 11월 8일 방영)
- E09 - Frame Up (2005년 11월 22일 방영)
- E10 - Probie (2005년 11월 29일 방영)
- E11 - Model Behavior (2005년 12월 13일 방영)
- E12 - Boxed In (2006년 1월 10일 방영)
- E13 - Deception (2006년 1월 17일 방영)
- E14 - Light Sleeper (2006년 1월 24일 방영)
- E15 - Head Case (2006년 2월 7일 방영)
- E16 - Family Secret (2006년 2월 28일 방영)
- E17 - Ravenous (2006년 3월 7일 방영)
- E18 - Bait (2006년 3월 14일 방영)
- E19 - Iced (2006년 4월 4일 방영)
- E20 - Untouchable (2006년 4월 18일 방영)
- E21 - Bloodbath (2006년 4월 25일 방영)
- E22 - Jeopardy (2006년 5월 2일 방영)
- E23 - Hiatus (Part 1) (2006년 5월 9일 방영)
- E24 - Hiatus (Part 2) (2006년 5월 16일 방영)

## 시즌 4
- 영어위키 - NCIS (season 4)
- E01 - Shalom (2006년 9월 19일 방영)
- E02 - Escaped (2006년 9월 26일 방영)
- E03 - Singled Out (2006년 10월 3일 방영)
- E04 - Faking It (2006년 10월 10일 방영)
- E05 - Dead and Unburied (2006년 10월 17일 방영)
- E06 - Witch Hunt (2006년 10월 31일 방영)
- E07 - Sandblast (2006년 11월 7일 방영)
- E08 - Once a Hero (2006년 11월 14일 방영)
- E09 - Twisted Sister (2006년 11월 21일 방영)
- E10 - Smoked (2006년 11월 28일 방영)
- E11 - Driven (2006년 12월 12일 방영)
- E12 - Suspicion (2007년 1월 16일 방영)
- E13 - Sharif Returns (2007년 1월 23일 방영)
- E14 - Blowback (2007년 2월 6일 방영)
- E15 - Friends and Lovers (2007년 2월 13일 방영)
- E16 - Dead Man Walking (2007년 2월 20일 방영)
- E17 - Skeletons (2007년 2월 27일 방영)
- E18 - Iceman (2007년 3월 20일 방영)
- E19 - Grace Period (2007년 4월 3일 방영)
- E20 - Cover Story (2007년 4월 10일 방영)
- E21 - Brothers In Arms (2007년 4월 24일 방영)
- E22 - In the Dark (2007년 5월 1일 방영)
- E23 - Trojan Horse (2007년 5월 8일 방영)
- E24 - Angle of Death (2007년 5월 22일 방영)

## 시즌 5
- 영어위키 - NCIS (season 5)
- E01 - Bury Your Dead (2007년 9월 25일 방영)
- E02 - Family (2007년 10월 2일 방영)
- E03 - Ex-File (2007년 10월 9일 방영)
- E04 - Identity Crisis (2007년 10월 16일 방영)
- E05 - Leap of Faith (2007년 10월 23일 방영)
- E06 - Chimera (2007년 10월 30일 방영)
- E07 - Requiem (2007년 11월 6일 방영)
- E08 - Designated Target (2007년 11월 13일 방영)
- E09 - Lost and Found (2007년 11월 20일 방영)
- E10 - Corporal Punishment (2007년 11월 27일 방영)
- E11 - Tribes (2008년 1월 15일 방영)
- E12 - Stakeout (2008년 4월 8일 방영)
- E13 - Dog Tags (2008년 4월 15일 방영)
- E14 - Internal Affairs (2008년 4월 22일 방영)
- E15 - In the Zone (2008년 4월 29일 방영)
- E16 - Recoil (2008년 5월 6일 방영)
- E17 - About Face (2008년 5월 13일 방영)
- E18 - Judgment Day (Part 1) (2008년 5월 20일 방영)
- E19 - Judgment Day (Part 2) (2008년 5월 20일 방영)

## 시즌 6
- 영어위키 - NCIS (season 6)
- E01 - Last Man Stanging (2008년 9월 23일 방영)
- E02 - Agent Afloat (2008년 9월 30일 방영)
- E03 - Capitol Offense (2008년 10월 7일 방영)
- E04 - Heartland (2008년 10월 14일 방영)
- E05 - Nine Lives (2008년 10월 21일 방영)
- E06 - Murder 2.0 (2008년 10월 28일 방영)
- E07 - Collateral Damage (2008년 11월 11일 방영)
- E08 - Cloak (2008년 11월 18일 방영)
- E09 - Dagger (2008년 11월 25일 방영)
- E10 - Road Kill (2008년 12월 2일 방영)
- E11 - Silent Night (2008년 12월 16일 방영)
- E12 - Caged (2009년 1월 6일 방영)
- E13 - Broken Bird (2009년 1월 13일 방영)
- E14 - Love and War (2009년 1월 27일 방영)
- E15 - Deliverance (2009년 2월 10일 방영)
- E16 - Bounce (2009년 2월 17일 방영)
- E17 - South by Southwest (2009년 2월 24일 방영)
- E18 - Knockout (2009년 3월 17일 방영)
- E19 - Hide and Seek (2009년 3월 24일 방영)
- E20 - Dead Reckoning (2009년 3월 31일 방영)
- E21 - Toxic (2009년 4월 7일 방영)
- E22 - Legend (Part 1) (2009년 4월 28일 방영)
- E23 - Legend (Part 2) (2009년 5월 5일 방영)
- E24 - Semper Fidelis (2009년 5월 12일 방영)
- E25 - Aliyah (2009년 5월 19일 방영)

## 시즌 7
- 영어위키 - NCIS (season 7)
- E01 - Truth or Consequences (2009년 9월 22일 방영)
- E02 - Reunion (2009년 9월 29일 방영)
- E03 - The Inside Man (2009년 10월 6일 방영)
- E04 - Good Cop, Bad Cop (2009년 10월 13일 방영)
- E05 - Code of Conduct (2009년 10월 20일 방영)
- E06 - Outlaws and In-Laws (2009년 11월 3일 방영)
- E07 - Endgame (2009년 11월 10일 방영)
- E08 - Power Down (2009년 11월 17일 방영)
- E09 - Child's Play (2009년 11월 24일 방영)
- E10 - Faith (2009년 12월 15일 방영)
- E11 - Ignition (2010년 1월 5일 방영)
- E12 - Flesh and Blood (2010년 1월 12일 방영)
- E13 - Jet Lag (2010년 1월 26일 방영)
- E14 - Masquerade (2010년 2월 2일 방영)
- E15 - Jack-Knife (2010년 2월 9일 방영)
- E16 - Mother's Day (2010년 3월 2일 방영)
- E17 - Double Identity (2010년 3월 9일 방영)
- E18 - Jurisdiction (2010년 3월 16일 방영)
- E19 - Guilty Pleasure (2010년 4월 6일 방영)
- E20 - Moonlighting (2010년 4월 27일 방영)
- E21 - Obsession (2010년 5월 4일 방영)
- E22 - Borderland (2010년 5월 11일 방영)
- E23 - Patriot Down (2010년 5월 18일 방영)
- E24 - Rule Fifty-One (2010년 5월 25일 방영)

## 시즌 8
- 영어위키 - NCIS (season 8)
- E01 - Spider and the Fly (2010년 9월 21일 방영)
- E02 - Worst Nightmare (2010년 9월 28일 방영)
- E03 - Short Fuse (2010년 10월 5일 방영)
- E04 - Royals and Loyals (2010년 10월 12일 방영)
- E05 - Dead Air (2010년 10월 19일 방영)
- E06 - Cracked (2010년 10월 26일 방영)
- E07 - Broken Arrow (2010년 11월 9일 방영)
- E08 - Enemies Foreign (2010년 11월 16일 방영)
- E09 - Enemies Domestic (2010년 11월 23일 방영)
- E10 - False Witness (2010년 12월 14일 방영)
- E11 - Ships in the Night (2011년 1월 11일 방영)
- E12 - Recruited (2011년 1월 18일 방영)
- E13 - Freedom (2011년 2월 1일 방영)
- E14 - A Man Walks Into a Bar... (2011년 2월 8일 방영)
- E15 - Defiance (2011년 2월 15일 방영)
- E16 - Kill Screen (2011년 2월 22일 방영)
- E17 - One Last Score (2011년 3월 1일 방영)
- E18 - Out of the Frying Pan (2011년 3월 22일 방영)
- E19 - Tell-All (2011년 3월 29일 방영)
- E20 - Two-Faced (2011년 4월 5일 방영)
- E21 - Dead Reflection (2011년 4월 12일 방영)
- E22 - Baltimore (2011년 5월 3일 방영)
- E23 - Swan Song (2011년 5월 10일 방영)
- E24 - Pyramid (2011년 5월 17일 방영)

## 시즌 9
- 영어위키 - NCIS (season 9)
- E01 - Nature of the Beast (2011년 9월 20일 방영)
- E02 - Restless (2011년 9월 27일 방영)
- E03 - The Penelope Papers (2011년 10월 4일 방영)
- E04 - Enemy on the Hill (2011년 10월 11일 방영)
- E05 - Safe Harbor (2011년 10월 18일 방영)
- E06 - Thirst (2011년 10월 25일 방영)
- E07 - Devil's Triangle (2011년 11월 1일 방영)
- E08 - Engaged (Part 1) (2011년 11월 8일 방영)
- E09 - Engaged (Part 2) (2011년 11월 15일 방영)
- E10 - Sins of the Father (2011년 11월 22일 방영)
- E11 - Newborn King (2011년 12월 13일 방영)
- E12 - Housekeeping (2012년 1월 3일 방영)
- E13 - A Desperate Man (2012년 1월 10일 방영)
- E14 - Life Before His Eyes (2012년 2월 7일 방영)
- E15 - Secrets (2012년 2월 14일 방영)
- E16 - Psych Out (2012년 2월 21일 방영)
- E17 - Need to Know (2012년 2월 28일 방영)
- E18 - The Tell (2012년 3월 20일 방영)
- E19 - The Good Son (2012년 3월 27일 방영)
- E20 - The Missinnary Position (2012년 4월 10일 방영)
- E21 - Rekindled (2012년 4월 17일 방영)
- E22 - Playing With Fire (2012년 5월 1일 방영)
- E23 - Up in Smoke (2012년 5월 8일 방영)
- E24 - Till Death Do Us Part (2012년 5월 15일 방영)

## 시즌 10
- 영어위키 - NCIS (season 10)
- E01 - Extreme Prejudice (2012년 9월 25일 방영)
- E02 - Recovery (2012년 10월 2일 방영)
- E03 - Phoenix (2012년 10월 9일 방영)
- E04 - Lost at Sea (2012년 10월 23일 방영)
- E05 - Namesake (2012년 10월 30일 방영)
- E06 - Shell Shock (Part 1) (2012년 11월 13일 방영)
- E07 - Shell Shock (Part 2) (2012년 11월 20일 방영)
- E08 - Gone (2012년 11월 27일 방영)
- E09 - Devil's Trifecta (2012년 12월 11일 방영)
- E10 - You Better Watch Out (2012년 12월 18일 방영)
- E11 - Shabbat Shalom (2013년 1월 8일 방영)
- E12 - Shiva (2013년 1월 15일 방영)
- E13 - Hit and Run (2013년 1월 29일 방영)
- E14 - Canary (2013년 2월 5일 방영)
- E15 - Hereafter (2013년 2월 19일 방영)
- E16 - Detour (2013년 2월 26일 방영)
- E17 - Prime Suspect (2013년 3월 5일 방영)
- E18 - Seek (2013년 3월 19일 방영)
- E19 - Squall (2013년 3월 26일 방영)
- E20 - Chasing Ghosts (2013년 4월 9일 방영)
- E21 - Berlin (2013년 4월 23일 방영)
- E22 - Revenge (2013년 4월 30일 방영)
- E23 - Double Blind (2013년 5월 7일 방영)
- E24 - Damned If You Do (2013년 5월 14일 방영)

## 시즌 11
- E01 - Whiskey Tango Foxtrot (2013년 9월 24일 방영)
- E02 - Past, Present, and Future (2013년 10월 1일 방영)
- E03 - Under the Radar (2013년 10월 8일 방영)
- E04 - Anonymous Was a Woman (2013년 10월 15일 방영)
- E05 - Once a Crook (2013년 10월 22일 방영)
- E06 - Oil & Water (2013년 10월 29일 방영)
- E07 - Alibi (2013년 11월 5일 방영)
- E08 - Better Angels (2013년 11월 12일 방영)
- E09 - Gut Check (2013년 11월 19일 방영)
- E10 - Devils Triad (2013년 12월 10일 방영)
- E11 - Homesick (2013년 12월 17일 방영)
- E12 - Killchain (2014년 1월 7일 방영)
- E13 - Double Back (2014년 1월 14일 방영)
- E14 - Monsters and Man (2014년 2월 4일 방영)
- E15 - Bulletproof (2014년 2월 25일 방영)
- E16 - Dressed to Kill (2014년 3월 4일 방영)
- E17 - Rock and a Hard Place (2014년 3월 18일 방영)
- E18 - Crescent City (2014년 3월 25일 방영)
- E19 - Crescent City Part Ⅱ (2014년 4월 1일 방영)
- E20 - Page Not Found (2014년 4월 8일 방영)
- E21 - Alleged (2014년 4월 15일 방영)
- E22 - Shooter (2014년 4월 29일 방영)
- E23 - The Admiral's Daughter (2014년 5월 6일 방영)
- E24 - Honor Thy Father (2014년 5월 13일 방영)

## 시즌 12
- E01 - Twenty Klicks (2014년 9월 23일 방영)
- E02 - Kill the Messenger (2014년 9월 30일 방영)
- E03 - So It Goes (2014년 10월 7일 방영)
- E04 - Choke Hold (2014년 10월 14일 방영)
- E05 - The San Dominick (2014년 10월 21일 방영)
- E06 - Parental Guidance Suggested (2014년 10월 28일 방영)
- E07 - The Searchers (2014년 11월 11일 방영)
- E08 - Semper Fortis (2014년 11월 18일 방영)
- E09 - Grounded (2014년 11월 25일 방영)
- E10 - House Rules (2014년 12월 16일 방영)
- E11 - Check (2015년 1월 6일 방영 예정)

## 같이 보기
- 하와이 파이브-0의 에피소드 목록